# 張長平
張 長平（ちょう ちょうへい、Zhang Changping、1949年 - ）は、上海出身の中国の地理学者で、専攻が計量地理学、都市地理学である。1986年に来日して、1990年に筑波大学大学院地球科学研究科博士課程を修了し、「東京都区部における小売業の均衡的立地パターンに関する地理学的分析」で筑波大学理学博士を取得した。以降、1990年に国際航業株式会社研究開発部主任研究員・研究室長、2002年に名古屋産業大学環境情報ビジネス学部教授、2005年に東洋大学国際地域学部教授を務め、2015年に東洋大学を定年退職した。

## 著書

### 単著
- 『地理情報システムを用いた空間データ分析』古今書院、2001

- 『都市の空間データ分析』古今書院、2010
- 『観光分析：計量的アプローチと応用』古今書院、2013

### 共著
- 『计量地理学基础实习与计算程序』张超、余国培共著　高等教育出版社、1985

### 共訳
- 『计量地理学导论』张超、杨伟民共訳　高等教育出版社、1983